# Serse Cosmi
Serse Cosmi (Perugia, 5 maggio 1958) è un allenatore di calcio italiano.

## Biografia
Nato a Ponte San Giovanni, frazione del comune di Perugia sita a pochi chilometri dal centro urbano. Viene soprannominato L'uomo del fiume, che è anche il titolo del suo libro autobiografico; a 14 anni è rimasto orfano del padre Antonio, che lo ha chiamato Serse in onore di Serse Coppi, fratello di Fausto. Sposato con Rosa, ha due figli: Giorgia (1989) ed Edoardo (1992).
Diplomato all'ISEF di Perugia, è stato maestro di attività motorie in scuole elementari, istruttore di nuoto e personal trainer in palestra. Nel 2000 ha ricevuto a Marsciano, il paese natale della madre, dalle mani del commissario tecnico della Nazionale italiana Giovanni Trapattoni, il "Premio regionale Nestore" come miglior sportivo umbro dell'anno.
Tifoso della Roma, al termine di una partita contro la Lazio persa a Roma dal Perugia da lui allenato per 3-1 nella stagione 2003-2004 di Serie A, venendo allontanato dal campo per decisione dell'arbitro, al momento di imboccare l'ingresso per gli spogliatoi, tra i fischi del pubblico di fede biancoceleste, esclamò «Forza Roma!». In pubblico appare quasi sempre indossando un cappellino con visiera. Ha prestato la voce al personaggio Coach (anch'esso un allenatore sportivo che porta un berretto con visiera) nella versione italiana del cartone animato I Robinson - Una famiglia spaziale.
Ai tempi in cui allenava il Perugia, ha preso parte al film Il maestro di lingue, interpretando il ruolo di un detenuto. Nel 2009, periodo in cui era senza squadra, è stato commentatore e opinionista per alcune trasmissioni televisive. Nel giugno 2012 è spesso ospite alle trasmissioni Rai Notti europee, condotta da Andrea Fusco e Simona Rolandi, “Mattina Europei”, condotta da Mario Mattioli e nei pre e post partita nella trasmissione condotta da Franco Lauro. Interverrà nuovamente a Notti europee in occasione di Euro 2024; nella stessa stagione ha iniziato una collaborazione con la radio RDS per l'analisi delle gare di Serie A. Nell’estate del 2025 diventa opinionista di Coppa Italia LIVE sulle reti Mediaset.
Dal 2016 è cittadino onorario della città di Trapani.
Nel 2024-2025 porta in scena uno spettacolo nei teatri dal titolo Solo Coppi temo.
Dotato di una forte e accesa personalità, ha avuto spesso un rapporto difficile con i vari presidenti e dirigenti sportivi come ad esempio Enrico Preziosi ai tempi del Genoa o Luciano Gaucci ai tempi del Perugia. Il tecnico umbro ha infatti ammesso più volte di aver rotto in maniera burrascosa con le società in cui è stato a causa appunto del suo forte e schietto temperamento.
È diventato un'icona il suo look: infatti l'allenatore umbro ha sempre portato un berretto con visiera fin dalle prime sue esperienze nei dilettanti, durante il periodo ad Arezzo aveva come rito quello di lanciarlo alla fine di ogni partita. Mentre una volta arrivato a Livorno invece del solito berretto è passato a una coppola, portata fino al periodo a Siena.

## Caratteristiche tecniche

### Allenatore
Il modulo tattico più utilizzato da Cosmi è il 3-5-2, che in fase di non possesso della palla diventa un 5-3-2. È noto per essere un tecnico di carattere, dotato di istinto, capacità motivazionali, impulso e grande temperamento.
Nel suo staff tecnico sono presenti anche il vice Fabio Bazzani con le funzioni di "tattico" e il preparatore atletico Francesco Bulletti, conosciuti nel settore giovanile dell'Arezzo. Fino al 2017 il vice allenatore di Cosmi è stato Mario Palazzi, sostituito appunto da Bazzani. Cosmi e Palazzi si conoscono dal 2000, dai tempi del corso per allenatori di Coverciano svolto insieme, corso che Cosmi ha superato col massimo dei voti (110 e lode, a pari merito con il collega Luigi De Rosa), con la tesi intitolata Il Trequartista.

## Carriera

### Giocatore
Cresciuto nelle giovanili della Ternana, gioca in varie squadre dilettantistiche umbre, fra Prima Categoria e Promozione. Da fantasista, milita nel Deruta (dove subisce la rottura della tibia destra dopo uno scontro col portiere avversario), nella Julia Spello, nell'Ellera, nel Foligno e nel Cannara, ritirandosi  mentre era ancora calciatore del Pontevecchio, all'età di 28 anni.

### Allenatore

#### Cinque promozioni in dieci stagioni
Incomincia quindi, nel 1987, la carriera di allenatore. Dopo le giovanili dell'Ellera di Corciano nel triennio 1987-1990, la sua prima esperienza sulla panchina di una prima squadra lo vide guidare i dilettanti della Pontevecchio di Ponte San Giovanni (Perugia), nel 1990, portando il club calcistico della frazione della sua città natale, in cinque campionati, dalla Prima Categoria all'Interregionale. Con i ponteggiani permane per tre stagioni nel massimo livello dilettantistico, chiudendo con uno storico terzo posto nel 1994-1995. In seguito, Cosmi allena l'Arezzo. In cinque stagioni conduce la squadra amaranto dall'odierna Serie D a un posto nei play-off di Serie C1: al suo primo anno in Toscana vince il proprio girone del Campionato Nazionale Dilettanti, al terzo vince i play-off di Serie C2 alla seconda annata consecutiva in quarta serie e al quinto e ultimo anno disputa gli spareggi di C1 per la Serie B, dove verrà eliminato in semifinale nella doppia sfida con l'Ancona, poi vincitore, dopo aver pareggiato 1-1 all'andata ad Arezzo e perso 2-1 al ritorno ad Ancona. Per i suoi risultati sulla panchina dei toscani, nel 1998 vince il "Seminatore d'argento" e nel 2000 la Panchina d'argento.

#### Perugia

Cosmi al debutto in Serie A con il Perugia nel 2000

Il 13 giugno 2000 Cosmi viene ingaggiato dal Perugia del presidente Luciano Gaucci, passando direttamente in Serie A, alla guida della squadra della propria città, con un ingaggio di 150 milioni di lire. Durante la stagione 2000-2001, quella del suo esordio da tecnico in massima categoria, Cosmi viene imitato in televisione, nella trasmissione Mai dire Gol, dal comico Maurizio Crozza, con il quale arriva a recitare in una scena in cui impersona il proprio ipotetico figlio.
In quattro campionati di massima serie sulla panchina dei grifoni, guida la squadra, nel 2003, alla vittoria della Coppa Intertoto e alla qualificazione in Coppa UEFA; il periodo in biancorosso termina con la retrocessione in Serie B avvenuta alla fine dell'annata 2003-2004, dopo lo spareggio interdivisionale disputato contro la Fiorentina. Come modulo, al Perugia ha utilizzato il 3-5-2: l'idea della difesa formata da tre uomini fu studiata dopo una conversazione con uno dei propri giocatori dell'epoca, il difensore Marco Materazzi.

#### Genoa e la promozione in Serie A revocata
Per la stagione calcistica 2004-2005, Cosmi viene ingaggiato dal Genoa del presidente Enrico Preziosi. L'esordio sulla panchina rossoblù avviene in Modena-Genoa (1-1). Ottiene la promozione diretta in Serie A grazie al primo posto in classifica nel campionato di Serie B. Il salto di categoria sarà però revocato e la squadra verrà anzi retrocessa in Serie C1, in seguito ai problemi giudiziari nei quali verrà coinvolta. Durante la sua permanenza al Genoa, vince il premio "La Torretta d'Oro" come "miglior allenatore emergente italiano". Dopo aver allenato la squadra ligure, si è più volte dichiarato tifoso genoano.

#### L'avventura in Champions League con l'Udinese
Nell'estate 2005 firma un contratto con l'Udinese, che porta alla prima partecipazione in UEFA Champions League della sua storia, dopo la vittoria nel terzo turno preliminare contro i portoghesi dello Sporting Lisbona. Nel turno successivo i bianconeri verranno eliminati dagli spagnoli del Barcellona e dai tedeschi del Werder Brema. Il 10 febbraio 2006 viene esonerato in seguito alla sconfitta interna contro la Reggina.

#### Brescia
Dopo un anno di assenza, il 28 febbraio 2007 viene ingaggiato dal presidente del Brescia Luigi Corioni, che gli affida la panchina delle rondinelle fino alla fine della stagione, dopo l'esonero di Mario Somma avvenuto nella giornata precedente. L'esordio avviene in AlbinoLeffe-Brescia (2-3) nella Serie B 2006-2007; con Cosmi, la squadra centra il sesto posto, valido per i play-off, che tuttavia non vengono disputati (tra la terza e quarta classificata ci sono infatti dieci punti di differenza, quelli minimi affinché gli spareggi non vengano disputati). Il 2 giugno 2007 prolunga il contratto di due anni col Brescia. Nella Serie B 2007-2008 guida il Brescia alla qualificazione dei play-off, dove le rondinelle vengono sconfitte in semifinale dall'AlbinoLeffe. Il 25 settembre 2008 viene esonerato dopo cinque giornate di campionato caratterizzate da una vittoria, tre pareggi e una sconfitta. Al suo posto il Brescia ingaggia Nedo Sonetti.

#### Livorno
Il 21 ottobre 2009 subentra a Vittorio Russo e Gennaro Ruotolo alla guida del Livorno del presidente Aldo Spinelli, a campionato di Serie A in corso. La sua prima partita sulla panchina dei livornesi è Roma-Livorno (0-1). Sotto la sua guida la squadra, fino a quel momento ultima in classifica, rimonta posizioni e si porta in zona salvezza. Il 24 gennaio 2010 si dimette in seguito alla sconfitta per 2-0 contro il Napoli, giustificando la scelta con «insanabili divergenze di vedute rispetto al presidente sul modo di condurre la guida tecnica della squadra». Il presidente Spinelli lo accusa di scarsa professionalità; il 26 gennaio 2010, dopo un colloquio con Spinelli, Cosmi torna sulla panchina del Livorno, poiché la società respinge le dimissioni. Viene tuttavia esonerato nel successivo mese di aprile dopo una serie di risultati che riportano la squadra all'ultimo posto in classifica (cinque pareggi e otto sconfitte in tredici partite); per sostituirlo viene scelto nuovamente Gennaro Ruotolo, che non riesce a salvare la società toscana dalla retrocessione in Serie B.

#### Palermo
Il 28 febbraio 2011 viene scelto alla guida del Palermo dal presidente Maurizio Zamparini, come sostituto di Delio Rossi, quest'ultimo esonerato all'indomani della sconfitta casalinga per 7-0 contro l'Udinese. Con Cosmi arrivano in Sicilia anche i suoi collaboratori Mario Palazzi e Francesco Bulletti, tutti con un contratto fino al termine della stagione. Esordisce sulla panchina rosanero in Lazio-Palermo (2-0) della 28ª giornata del torneo di Serie A, con la prima vittoria che arriva alla 30ª giornata, disputata il 19 marzo e vinta per 1-0 sul Milan. La sua esperienza al Palermo dura soltanto quattro partite, di cui una vinta e tre perse: il 3 aprile 2011, a poche ore dalla sconfitta nel derby contro il Catania (4-0 per mano dei rossoazzurri), viene esonerato ed al suo posto viene richiamato Rossi.

#### Lecce
(Serse Cosmi sull'esperienza pugliese)
Il 4 dicembre 2011 viene ingaggiato dal Lecce con un contratto triennale, in sostituzione dell'esonerato Eusebio Di Francesco con la squadra salentina ultima in classifica con 8 punti alla tredicesima giornata. In Puglia ritrova diversi suoi ex giocatori: Andrea Esposito (al Livorno), Moris Carrozzieri (al Palermo), David Di Michele e Christian Obodo (all'Udinese). Esordisce sulla panchina giallorossa il 10 dicembre, nella sconfitta casalinga per 3-2 contro la Lazio, valida per la quindicesima giornata di campionato. Centra la prima vittoria alla guida dei giallorossi allo Stadio Artemio Franchi contro la Fiorentina (1-0), il 15 gennaio 2012 (18ª giornata), mentre la prima vittoria casalinga arriva il 29 gennaio seguente battendo l'Inter con lo stesso risultato. Nel mercato di riparazione di gennaio arrivano altri suoi ex giocatori come Leonardo Migliónico, Manuele Blasi e Gennaro Delvecchio, con lui al Livorno e al Perugia. 
Il campionato del Lecce prosegue con prestazioni che gli permettono di portarsi a due punti dal Genoa terzultimo, con questi ultimi con scontri diretti pari e la differenza reti a favore. La squadra subisce una battuta d'arresto nelle partite conclusive, consentendo al Grifone di salvarsi all'ultima giornata con 6 punti di distacco. Termina il campionato al 18º posto, retrocedendo con 36 punti in totale, 28 dei quali conquistati nelle 25 partite della sua gestione (6 vittorie, 10 pareggi e 9 sconfitte). In seguito i giallorossi retrocederanno in Lega Pro Prima Divisione dopo le sentenze relative allo scandalo italiano del calcioscommesse del 2011.

#### Siena
Il 27 giugno 2012 diventa l'allenatore del Siena, in Serie A, con cui firma un contratto biennale. Il suo staff è composto da Mario Palazzi come vice, Lorenzo Rubinacci come collaboratore tattico e Francesco Bulletti come preparatore atletico. Qui ritrova Daniele Mannini, suo giocatore ai tempi del Brescia. Esordisce sulla panchina della squadra bianconera il 19 agosto nella vittoria casalinga contro il Vicenza per 4-2, gara valida per il terzo turno di Coppa Italia. Esordisce in campionato il 26 agosto pareggiando 0-0 in casa con il neopromosso Torino. 
Il 24 settembre vince la sua prima partita di campionato col Siena, a San Siro contro l'Inter per 2-0, prima assoluta per il club toscano contro i nerazzurri e seconda volta personale a Milano, dopo quella alla guida del Perugia il 23 dicembre 2000 nell'1-2 contro il Milan. Il 16 dicembre, a seguito della sconfitta per 4-1 contro la Fiorentina nella 17ª giornata, viene esonerato lasciando la squadra all'ultimo posto in classifica con 11 punti (in zona salvezza senza contare la penalizzazione di sei punti). Sarà poi sostituito da Giuseppe Iachini.

#### Pescara
Il 24 febbraio 2014 diventa tecnico del Pescara, in Serie B, con un contratto sino a fine stagione. Il 1º marzo, all'esordio, pareggia per 1-1 contro l'Avellino, mentre la prima vittoria arriva la settimana seguente, contro il Cesena per 2-0. Conclude il torneo cadetto con 4 vittorie, 6 pareggi e 6 sconfitte; la squadra, nella classifica finale, si piazza al 15º posto con 52 punti. La società abruzzese decide di non confermarlo per la stagione successiva.

#### Trapani

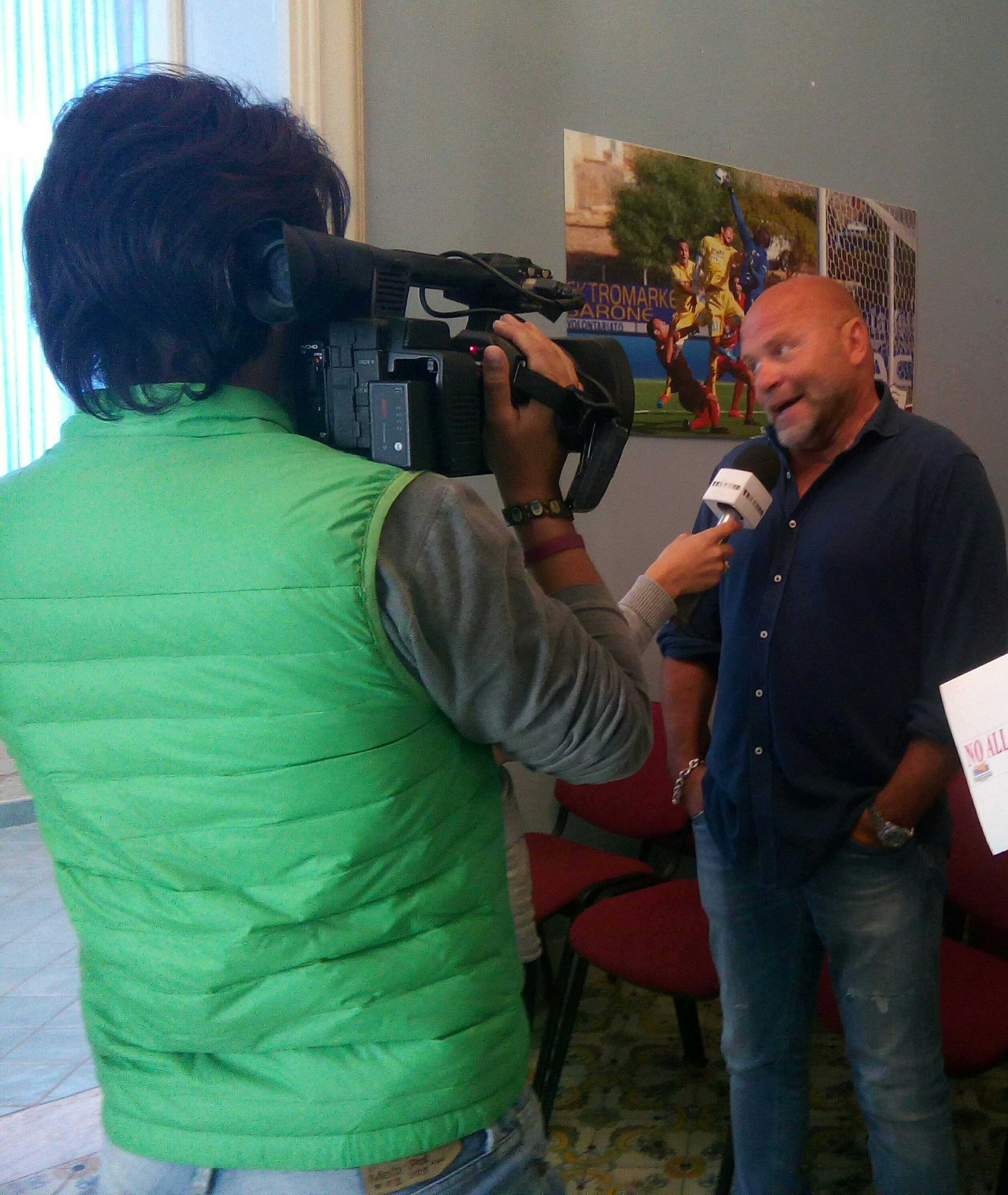
Cosmi nel 2015 durante un'intervista nella sede del Trapani

L'11 marzo 2015 diventa allenatore del Trapani, sempre in Serie B, in sostituzione dell'esonerato Roberto Boscaglia, con un contratto sino al termine del campionato rinnovabile per l'anno seguente in caso di salvezza (la squadra in quel momento era quintultima in classifica, quindi in piena zona play-out). Cosmi, che lo stesso giorno viene presentato alla stampa e dirige il suo primo allenamento davanti a mille tifosi, porta con sé il suo secondo Lorenzo Rubinacci e il preparatore atletico Mirco Sperticato e ritrova Romano Perticone, suo giocatore al Livorno, e torna in terra siciliana dopo la sua breve esperienza al Palermo nel 2011. Comincia ottimamente la sua avventura da allenatore dei granata con una vittoria per 4-2 contro la Ternana.
Con 19 punti conquistati in 12 partite (5 vittorie, 4 pareggi e 3 sconfitte) riesce a salvare il Trapani, portandolo all'11º posto finale in classifica con 53 punti. La società, rispettando quanto concordato all'inizio del contratto firmato, nel mese di giugno lo conferma in panchina per l'annata seguente.
Incomincia la stagione 2015-2016 con il passaggio del turno in Coppa Italia contro il Como (1-0), per essere poi eliminato dal Cagliari ai rigori al terzo turno il 15 agosto. In campionato esordisce con un netto 3-0 contro la Ternana il 6 settembre. Con un girone di ritorno dove ottiene 44 punti, riesce a portare la squadra all'inaspettato e assoluto terzo posto in classifica e di conseguenza fino agli storici play-off, grazie anche a 18 risultati utili consecutivi (16 vittorie e 2 pareggi). Superato lo Spezia in semifinale, perde in finale la gara di andata per 2-0 contro il Pescara; al ritorno in casa non va oltre l'1-1, mancando così quella che sarebbe stata una storica promozione in Serie A per la squadra trapanese.
In virtù dei risultati raggiunti, nel giugno 2016 il sindaco di Trapani Vito Damiano propone la cittadinanza onoraria per Cosmi e il direttore sportivo Daniele Faggiano.
A ottobre Cosmi lascia la guida tecnica del club per qualche giorno a causa di vicende personali (un incendio della sua auto, sulla quale stava indagando la Digos). Il 28 novembre seguente viene esonerato, con la squadra all'ultimo posto in classifica, nella Serie B 2016-2017, a -6 dalla salvezza.

#### Ascoli
Il 6 dicembre 2017, risolto il contratto che lo legava al Trapani ancora per sei mesi, subentra a Fulvio Fiorin sulla panchina dell'Ascoli, ultimo in Serie B con 10 punti, con un contratto fino al 30 giugno 2018, anche in questo caso con previsto rinnovo in caso di salvezza; qui il suo vice è Fabio Bazzani, suo giocatore ai tempi dell'Arezzo, del Perugia e del Brescia. All'esordio pareggia per 1-1 in casa contro l'Entella. Dopo altri due pareggi, la sua prima vittoria arriva il 28 dicembre in trasferta contro il suo ex Brescia (0-1). Con 46 punti finali, di cui 32 conquistati nelle 25 partite sotto la sua gestione (media di 1,28 con 8 vittorie, 8 pareggi e 9 sconfitte, con 25 gol fatti e 32 subiti), porta l'Ascoli dall'ultimo posto al 18º posto, accedendo ai play-out proprio contro l'Entella (19º con 44 punti), sulla quale Cosmi è riuscito a recuperare 12 punti. Con due 0-0 sia all'andata sia al ritorno, riesce a salvare i bianconeri dalla Serie C in virtù del miglior posizionamento in classifica.
Il 12 luglio la nuova proprietà decide di esonerarlo nonostante il raggiungimento della salvezza; il 31 luglio Cosmi e il suo staff rescindono il contratto che li legava all’Ascoli ancora per un anno e l’allenatore saluta così su Instagram: "Dirsi addio non ha importanza, è il tempo passato insieme che davvero conta! Grazie Ascoli, ho dato tutto, un abbraccio!".

#### Venezia
Il 5 marzo 2019 viene chiamato a sostituire Walter Zenga sulla panchina del Venezia, quartultimo in B con 26 punti conquistati in 25 partite. L’11 marzo, all'esordio, pareggia in casa per 1-1 contro il Palermo, sua ex squadra. Dopo altri tre pareggi (tutti terminati 1-1) e una sconfitta (per 2-0 contro il Brescia capolista), il 13 aprile arriva la prima vittoria per 1-0 nello scontro diretto con il Foggia. Finito al terzultimo posto, all'ultima giornata arriva la seconda vittoria per Cosmi, questa volta in rimonta contro il Carpi già retrocesso (da 2-0 a 2-3 con gli ultimi due gol segnati allo scadere): con 38 punti scavalca il Foggia di un punto, condannandolo alla retrocessione e accedendo ai play-out contro la Salernitana. Su 11 partite di campionato ne ha quindi vinte 2, pareggiate 6 e perse 3, per un totale di 12 punti. Dopo il 2-1 dell’andata a Salerno e la vittoria casalinga per 1-0 al ritorno (complessivamente 2-2), la squadra di Cosmi viene sconfitta ai rigori e retrocede. Anche se poi i lagunari verranno ripescati, il 3 luglio viene sostituito da Alessio Dionisi.

#### Ritorno al Perugia
Il 4 gennaio 2020 viene nominato nuovo tecnico del Perugia, tornando ad allenare la squadra umbra a circa 16 anni dall'ultima esperienza. Dieci giorni dopo, all'esordio, viene eliminato agli ottavi di finale della Coppa Italia 2019-2020, dai futuri vincitori del Napoli (2-0) di Gennaro Gattuso, formazione di Serie A. In Serie B, dopo l'esordio negativo con il Chievo (2-0), il 27 gennaio arriva la prima vittoria (1-0) contro il Livorno, con conseguente risalita all'ottavo posto, in zona play-off. A un'altra vittoria - contro la Juve Stabia - seguono cinque sconfitte di fila, quindi la squadra sprofonda prima al tredicesimo posto e poi, dopo la pausa forzata dovuta al perdurare e all'aggravarsi della pandemia di COVID-19, in zona play-out, a causa di ulteriori risultati negativi. Il 29 giugno, in occasione della sconfitta con il Cittadella, raggiunge le 700 panchine da professionista: 230 in A, 240 in B, 136 in C, 50 in Coppa Italia, 24 nelle coppe europee e 19 in altri tornei con un bilancio generale di 248 vittorie, 223 pareggi e 228 sconfitte. Il 19 luglio al suo posto viene richiamato Massimo Oddo; lascia il Perugia al sedicesimo posto, avendo raccolto solo 15 punti in 16 partite (4 vittorie, 3 pareggi e 9 sconfitte).

#### Crotone
Il 1º marzo 2021 viene ingaggiato dal Crotone, ultimo in Serie A dopo 24 partite con 12 punti, con un contratto fino a fine stagione, in sostituzione dell'esonerato Giovanni Stroppa, tornando così ad allenare in Serie A a oltre 8 anni di distanza dall'ultima esperienza, con il Siena. Debutta sulla panchina calabrese il 3 marzo successivo, con una pesante sconfitta per 5-1 contro l'Atalanta. Ottiene però la sua prima vittoria il 7 marzo battendo in casa il Torino per 4-2. Il 1º maggio, dopo aver perso con l'Inter per 0-2, il Crotone retrocede matematicamente a quattro giornate dal termine del campionato; finirà la stagione al penultimo posto con 23 punti (3 in più del Parma) avendo messo insieme 11 punti in 14 partite (3 vittorie, 2 pareggi e 9 sconfitte) e non verrà confermato dalla società, che lo sostituirà con Francesco Modesto.

#### Rijeka
Il 4 settembre 2022 viene ufficializzato il suo ingaggio da parte dei croati del Rijeka.
Debutta sei giorni dopo sulla panchina fiumana, nella sconfitta interna di campionato contro l'Osijek (0-3).
Il 13 novembre viene esonerato in seguito alla pesante sconfitta casalinga contro la Dinamo Zagabria (2-7), concludendo la sua prima avventura estera dopo 10 giornate di campionato (3 vittorie, 1 pareggio e 6 sconfitte) e dopo 2 turni di coppa, tra cui la clamorosa eliminazione agli ottavi di finale per mano del BSK Bijelo Brdo, ultimo in classifica nella serie cadetta.
Nell'estate seguente diventa opinionista di Radio TV Serie A.

## Statistiche

### Statistiche da allenatore
Statistiche aggiornate al 13 novembre 2022. In grassetto le competizioni vinte.
| Stagione            | Squadra             | Campionato          | Campionato | Campionato | Campionato | Campionato | Coppe nazionali | Coppe nazionali | Coppe nazionali | Coppe nazionali | Coppe nazionali | Coppe continentali | Coppe continentali | Coppe continentali | Coppe continentali | Coppe continentali | Altre coppe | Altre coppe | Altre coppe | Altre coppe | Altre coppe | Totale | Totale | Totale | Totale | % Vittorie | Piazzamento           |
| Stagione            | Squadra             | Comp                | G          | V          | N          | P          | Comp            | G               | V               | N               | P               | Comp               | G                  | V                  | N                  | P                  | Comp        | G           | V           | N           | P           | G      | V      | N      | P      | %          | Piazzamento           |
| ------------------- | ------------------- | ------------------- | ---------- | ---------- | ---------- | ---------- | --------------- | --------------- | --------------- | --------------- | --------------- | ------------------ | ------------------ | ------------------ | ------------------ | ------------------ | ----------- | ----------- | ----------- | ----------- | ----------- | ------ | ------ | ------ | ------ | ---------- | --------------------- |
| 1990-1991           | Pontevecchio        | 1ª Cat.             | 30         | 20         | 9          | 1          | -               | -               | -               | -               | -               | -                  | -                  | -                  | -                  | -                  | -           | -           | -           | -           | -           | 30     | 20     | 9      | 1      | 66,67      | 1º (prom.)            |
| 1991-1992           | Pontevecchio        | Ecc.                | 30         | 16         | 11         | 3          | CI-Ecc.         | 7               | 5               | 1               | 1               | -                  | -                  | -                  | -                  | -                  | -           | -           | -           | -           | -           | 37     | 21     | 12     | 4      | 56,76      | 1º (prom.)            |
| 1992-1993           | Pontevecchio        | CND                 | 34         | 11         | 11         | 12         | CI-Dil.         | ?               | ?               | ?               | ?               | -                  | -                  | -                  | -                  | -                  | -           | -           | -           | -           | -           | 34     | 11     | 11     | 12     | 32,35      | 9º                    |
| 1993-1994           | Pontevecchio        | CND                 | 34         | 10         | 14         | 10         | CI-Dil.         | ?               | ?               | ?               | ?               | -                  | -                  | -                  | -                  | -                  | -           | -           | -           | -           | -           | 34     | 10     | 14     | 10     | 29,41      | 10º                   |
| 1994-1995           | Pontevecchio        | CND                 | 34         | 13         | 16         | 5          | CI-Dil.         | 6               | 3               | 2               | 1               | -                  | -                  | -                  | -                  | -                  | -           | -           | -           | -           | -           | 40     | 16     | 18     | 6      | 40,00      | 3º                    |
| Totale Pontevecchio | Totale Pontevecchio | Totale Pontevecchio | 162        | 70         | 61         | 31         |                 | 13              | 8               | 3               | 2               |                    | -                  | -                  | -                  | -                  |             | -           | -           | -           | -           | 175    | 78     | 64     | 33     | 44,57      |                       |
| 1995-1996           | Arezzo              | CND                 | 34+5       | 20         | 12+3       | 2+2        | CI-Dil.         | 12              | 3               | 7               | 2               | -                  | -                  | -                  | -                  | -                  | -           | -           | -           | -           | -           | 51     | 23     | 22     | 6      | 45,10      | 1º (prom.)            |
| 1996-1997           | Arezzo              | C2                  | 34+2       | 11+0       | 16+1       | 7+1        | CI-C            | 2               | 0               | 1               | 1               | -                  | -                  | -                  | -                  | -                  | -           | -           | -           | -           | -           | 38     | 11     | 18     | 9      | 28,95      | 4º                    |
| 1997-1998           | Arezzo              | C2                  | 34+3       | 17+2       | 8+1        | 9+0        | CI-C            | 4               | 0               | 2               | 2               | -                  | -                  | -                  | -                  | -                  | -           | -           | -           | -           | -           | 41     | 19     | 11     | 11     | 46,34      | 3º (prom.)            |
| 1998-1999           | Arezzo              | C1                  | 34         | 10         | 11         | 13         | CI-C            | 6               | 2               | 2               | 2               | -                  | -                  | -                  | -                  | -                  | -           | -           | -           | -           | -           | 40     | 12     | 13     | 15     | 30,00      | 11º                   |
| 1999-2000           | Arezzo              | C1                  | 34+2       | 13+0       | 13+1       | 8+1        | CI-C            | 4               | 2               | 0               | 2               | -                  | -                  | -                  | -                  | -                  | -           | -           | -           | -           | -           | 40     | 15     | 14     | 11     | 37,50      | 5º                    |
| Totale Arezzo       | Totale Arezzo       | Totale Arezzo       | 182        | 73         | 66         | 43         |                 | 28              | 7               | 12              | 9               |                    | -                  | -                  | -                  | -                  | -           | -           | -           | -           | -           | 210    | 80     | 78     | 52     | 38,10      |                       |
| 2000-2001           | Perugia             | A                   | 34         | 10         | 12         | 12         | CI              | 2               | 1               | 0               | 1               | Int.               | 2                  | 0                  | 1                  | 1                  | -           | -           | -           | -           | -           | 38     | 11     | 13     | 14     | 28,95      | 11º                   |
| 2001-2002           | Perugia             | A                   | 34         | 13         | 7          | 14         | CI              | 4               | 1               | 2               | 1               | -                  | -                  | -                  | -                  | -                  | -           | -           | -           | -           | -           | 38     | 14     | 9      | 15     | 36,84      | 8º                    |
| 2002-2003           | Perugia             | A                   | 34         | 10         | 12         | 12         | CI              | 6               | 3               | 2               | 1               | Int.               | 2                  | 1                  | 0                  | 1                  | -           | -           | -           | -           | -           | 42     | 14     | 14     | 14     | 33,33      | 9º                    |
| 2003-2004           | Perugia             | A                   | 34+2       | 6+0        | 14+1       | 14+1       | CI              | 6               | 3               | 0               | 3               | Int.+CU            | 6+6                | 5+3                | 1+2                | 0+1                | -           | -           | -           | -           | -           | 54     | 17     | 18     | 19     | 31,48      | 15º (retr.)           |
| 2004-2005           | Genoa               | B                   | 42         | 19         | 19         | 4          | CI              | 3               | 1               | 1               | 1               | -                  | -                  | -                  | -                  | -                  | -           | -           | -           | -           | -           | 45     | 20     | 20     | 5      | 44,44      | 22º (titolo revocato) |
| 2005-feb. 2006      | Udinese             | A                   | 24         | 7          | 5          | 12         | CI              | 4               | 1               | 2               | 1               | UCL+CU             | 8+0                | 4+0                | 1+0                | 3+0                | -           | -           | -           | -           | -           | 36     | 12     | 8      | 16     | 33,33      | Eson.                 |
| feb.-giu. 2007      | Brescia             | B                   | 18         | 12         | 1          | 5          | CI              | -               | -               | -               | -               | -                  | -                  | -                  | -                  | -                  | -           | -           | -           | -           | -           | 18     | 12     | 1      | 5      | 66,67      | Sub. 6º               |
| 2007-2008           | Brescia             | B                   | 42+2       | 20+1       | 12+0       | 10+1       | CI              | 1               | 0               | 0               | 1               | -                  | -                  | -                  | -                  | -                  | -           | -           | -           | -           | -           | 45     | 21     | 12     | 12     | 46,67      | 5º                    |
| lug.-set. 2008      | Brescia             | B                   | 5          | 1          | 3          | 1          | CI              | 2               | 1               | 0               | 1               | -                  | -                  | -                  | -                  | -                  | -           | -           | -           | -           | -           | 7      | 2      | 3      | 2      | 28,57      | Eson.                 |
| Totale Brescia      | Totale Brescia      | Totale Brescia      | 67         | 34         | 16         | 17         |                 | 3               | 1               | 0               | 2               |                    | -                  | -                  | -                  | -                  |             | -           | -           | -           | -           | 70     | 35     | 16     | 19     | 50,00      |                       |
| ott. 2009-feb. 2010 | Livorno             | A                   | 24         | 6          | 5          | 13         | CI              | 2               | 1               | 0               | 1               | -                  | -                  | -                  | -                  | -                  | -           | -           | -           | -           | -           | 26     | 7      | 5      | 14     | 26,92      | Sub., Eson.           |
| feb.-apr. 2011      | Palermo             | A                   | 4          | 1          | 0          | 3          | CI              | -               | -               | -               | -               | -                  | -                  | -                  | -                  | -                  | -           | -           | -           | -           | -           | 4      | 1      | 0      | 3      | 25,00      | Sub., Eson.           |
| dic. 2011-2012      | Lecce               | A                   | 25         | 6          | 10         | 9          | CI              | -               | -               | -               | -               | -                  | -                  | -                  | -                  | -                  | -           | -           | -           | -           | -           | 25     | 6      | 10     | 9      | 24,00      | Sub. 18º (retr.)      |
| lug.-dic. 2012      | Siena               | A                   | 17         | 4          | 5          | 8          | CI              | 2               | 2               | 0               | 0               | -                  | -                  | -                  | -                  | -                  | -           | -           | -           | -           | -           | 19     | 6      | 5      | 8      | 31,58      | Eson.                 |
| feb.-giu. 2014      | Pescara             | B                   | 16         | 4          | 6          | 6          | CI              | -               | -               | -               | -               | -                  | -                  | -                  | -                  | -                  | -           | -           | -           | -           | -           | 16     | 4      | 6      | 6      | 25,00      | Sub. 15º              |
| mar.-giu. 2015      | Trapani             | B                   | 12         | 5          | 4          | 3          | CI              | -               | -               | -               | -               | -                  | -                  | -                  | -                  | -                  | -           | -           | -           | -           | -           | 12     | 5      | 4      | 3      | 41,67      | Sub. 11º              |
| 2015-2016           | Trapani             | B                   | 42+4       | 20+2       | 13+1       | 9+1        | CI              | 2               | 1               | 1               | 0               | -                  | -                  | -                  | -                  | -                  | -           | -           | -           | -           | -           | 48     | 23     | 15     | 10     | 47,92      | 3º                    |
| lug.-nov. 2016      | Trapani             | B                   | 16         | 1          | 8          | 7          | CI              | 2               | 1               | 0               | 1               | -                  | -                  | -                  | -                  | -                  | -           | -           | -           | -           | -           | 18     | 2      | 8      | 8      | 11,11      | Eson.                 |
| Totale Trapani      | Totale Trapani      | Totale Trapani      | 74         | 28         | 26         | 20         |                 | 4               | 2               | 1               | 1               |                    | -                  | -                  | -                  | -                  |             | -           | -           | -           | -           | 78     | 30     | 27     | 21     | 38,46      |                       |
| dic. 2017-2018      | Ascoli              | B                   | 25+2       | 8+0        | 8+2        | 9+0        | CI              | -               | -               | -               | -               | -                  | -                  | -                  | -                  | -                  | -           | -           | -           | -           | -           | 27     | 8      | 10     | 9      | 29,63      | Sub. 17º              |
| mar.-giu. 2019      | Venezia             | B                   | 11+2       | 2+1        | 6+0        | 3+1        | CI              | -               | -               | -               | -               | -                  | -                  | -                  | -                  | -                  | -           | -           | -           | -           | -           | 13     | 3      | 6      | 4      | 23,08      | Sub. 15º              |
| gen.-lug. 2020      | Perugia             | B                   | 16         | 4          | 3          | 9          | CI              | 1               | 0               | 0               | 1               | -                  | -                  | -                  | -                  | -                  | -           | -           | -           | -           | -           | 17     | 4      | 3      | 10     | 23,53      | Sub., Eson.           |
| Totale Perugia      | Totale Perugia      | Totale Perugia      | 154        | 43         | 49         | 62         |                 | 19              | 8               | 4               | 7               |                    | 16                 | 9                  | 4                  | 3                  |             | -           | -           | -           | -           | 189    | 60     | 57     | 72     | 31,75      |                       |
| mar.-giu. 2021      | Crotone             | A                   | 14         | 3          | 2          | 9          | CI              | -               | -               | -               | -               | -                  | -                  | -                  | -                  | -                  | -           | -           | -           | -           | -           | 14     | 3      | 2      | 9      | 21,43      | Sub., 19º (retr.)     |
| set.-nov. 2022      | Rijeka              | HNL                 | 10         | 3          | 1          | 6          | CC              | 2               | 1               | 0               | 1               | -                  | -                  | -                  | -                  | -                  | -           | -           | -           | -           | -           | 12     | 4      | 1      | 7      | 33,33      | Sub., eson.           |
| Totale carriera     | Totale carriera     | Totale carriera     | 855        | 312        | 287        | 256        |                 | 80              | 32              | 23              | 25              |                    | 24                 | 13                 | 5                  | 6                  |             | -           | -           | -           | -           | 959    | 357    | 315    | 287    | 37,23      |                       |

## Palmarès

### Allenatore

#### Club

##### Competizioni regionali
- Campionato di Eccellenza Umbria: 1

Pontevecchio: 1991-1992

##### Competizioni nazionali
- Campionato Nazionale Dilettanti: 1

Arezzo: 1995-1996 (girone E)

##### Competizioni internazionali
- Coppa Intertoto UEFA: 1

Perugia: 2003

#### Individuale
- Seminatore d'argento: 1

1998
- Panchina d'argento: 1

1999-2000
- L'allenatore dei sogni: 1

2001
- Premio nazionale Andrea Fortunato nella categoria Allenatori

2013
- Premio Sportilia: 1

2016

## Filmografia

### Doppiaggio
- Coach in I Robinson - Una famiglia spaziale (2007)[87]

## Opere
- Serse Cosmi e Enzo Bucchioni, L'uomo del fiume - La mia vita, il mio calcio, Milano, Baldini & Castoldi, 2002, ISBN 88-8490-164-2.